# Zvonimir Vukić
Zvonimir Vukić (* 19. Juli 1979 in Zrenjanin, SFR Jugoslawien) ist ein ehemaliger Fußballspieler aus Serbien.

## Sportliche Karriere
Seine Karriere begann Vukić 1997 bei Proleter Zrenjanin, bevor er als 19-Jähriger zu Atlético Madrid wechselte. Dort spielte er als Nachwuchshoffnung in allererster Linie in Atleticos B-Auswahl. Im Jahr 2000 wechselte er zurück in seine Heimat zu Partizan Belgrad, wo er in 86 Erstligaspielen 44 Tore schoss und 2002 die serbische Meisterschaft gewann. Unter Trainer Lothar Matthäus spielte er mit Partizan im darauf folgenden Jahr in der Champions League, wo der ukrainische Spitzenklub Schachtar Donezk auf ihn aufmerksam wurde. Als torgefährlicher Mittelfeldregisseur von Donezk machte er sich einen Namen mit seinen Freistößen und seiner Spielübersicht, zudem gewann er zweimal die ukrainische Meisterschaft mit dem Verein. Nach einem zweieinhalbjährigen Einsatz bei FK Moskau in Russland war er das Jahr 2010 über vereinslos.
Nachdem er ab 2011 erneut zwei Jahre für Partizan Belgrad gespielt hatte, wechselte Vukić im Januar 2013 zuPAOK Saloniki in Griechenland. Im September 2014 wechselte er für 0,4 Millionen Euro innerhalb Griechenlands zu Veria FC, kam dort aber nur zu drei Ligaeinsätzen. Im Februar 2015 beendete der damals 35-jährige Vukić schließlich seine Profikarriere.

### Nationalmannschaft
Bei der Fußball-Weltmeisterschaft 2006 stand er im Kader der Nationalmannschaft von Serbien und Montenegro. Hier kam er zu lediglich einem Einsatz, als er bei der deutlichen 0:6-Niederlage gegen Argentinien für Savo Milošević eingewechselt wurde. Letztlich schied die Mannschaft in der Vorrunde aus, der Einsatz gegen Argentinien war das letzte Länderspiel für Vukić.

## Erfolge
- Jugoslawisch/Serbischer Meister (5): 2001/02, 2002/03, 2010/11, 2011/12, 2012/13
- Jugoslawisch/Serbischer Pokalsieger (2): 2001, 2011
- Ukrainischer Meister (2): 2004/05, 2007/08
- Ukrainischer Pokalsieger (2): 2004, 2008